# 日産・スカイラインクロスオーバー

スカイラインクロスオーバー（SKYLINE CROSSOVER）は、かつて日産自動車が製造・販売していたクロスオーバーSUV型の自動車である。

## 概要
2007年に北米市場で発売されたインフィニティ・EX35を、2009年に日本市場に導入したモデルである。インフィニティブランドが展開されない日本では日産ブランドとして、「スカイライン」の名を冠した「スカイラインクロスオーバー」として発売された。
スカイラインセダン・クーペとはEプラットフォームを共有するが、型式はセダン・クーペのV36型とは異なる「J50型」が与えられた。他のスカイラインシリーズと共有する外装部品はターンシグナルレンズのみで、スカイラインシリーズにおいてはセダンがV37型にフルモデルチェンジするまでの間、唯一丸型4灯テールランプを採用していなかった。

### メカニズム
エンジンは欧州仕様のEX37や他のスカイラインシリーズと同じく、V型6気筒 3.7L VQ37VHRエンジンを搭載し、ジヤトコ製JR710E/JR711E型マニュアルモード付フルレンジ電子制御7速オートマチックトランスミッションが組み合わせられる。なお、日本発売の時期は7速AT登場を待つことにより他国よりも遅れたという。
プラットフォームには他のスカイラインシリーズと共通のEプラットフォームが採用されたが、ホイールベースは50mm短縮された。これはスタイリングを追求したためであるが、これにより生産コストは増加した。プラットフォームはセンターフロアより前方をV36型セダンと共有しているが、ハッチバック化に伴う捩り剛性低下を10%程度に抑え、セグメントトップの剛性を達成した。
フロントサスペンションはほかのスカイラインシリーズと共通だが、リアには新レイアウトのマルチリンクサスペンションが採用され、デュアルフローパスショックアブソーバーには専用チューンが施された。
ホイールには全車18インチアルミホイールが採用され、タイヤにはダンロップ製の225/55R18 SP SPORT 7000 A/Sオールシーズンタイヤが装着されている。

### ラインアップ
駆動方式は後輪駆動とアテーサE-TSを採用する四輪駆動が用意され、それぞれグレードとして「370GT」、「370GT Type P」（四輪駆動車は「370GT FOUR」、「370GT FOUR Type P」となり、型式がNJ50となる）が用意される。Type Pは上級グレードとなり、アラウンドビューモニターなどが標準装備されるほか、フロント・サイドシル・リアアンダープロテクターがセットとなったエアロパッケージをオプションとして選択することができる。
なお、アラウンドビューモニターの採用は日産ブランド車としてはエルグランド、セレナに次いで3番目であるが、このモデルに採用されたものは前二者よりも機能が向上されたもので、新たに「駐車ガイド機能」、「フロント/リアワイドビュー機能」、「ナビ連動フロントワイドビュー機能」が採用された。

### 歴史
2009年4月16日
スカイラインクロスオーバーの発売を発表。
2009年4月18日
日産ギャラリーにおいて先行展示を開始。
2009年7月13日
販売開始。
2010年11月15日
一部仕様変更。メーターパネル液晶がオレンジからホワイトへ変更となり、センターコンソール内の小物入れやスペアタイヤを廃止。ボディカラーは「ビターショコラパール」・「スパークリングロゼシルバーメタリック」・「ブレードシルバーメタリック」・「ストラフィアブルーパールメタリック」と入れ替えで、「フランボワーズレッド2コートパール（オプションカラー）」・「ダークメタルグレーメタリック」・「セラミックブルーメタリック」を追加し、6色展開となった。
2011年12月15日
セラミックブルーメタリック×ブラウンの内外装組み合わせが、オートカラーアウォード2012でグランプリを受賞。文化学園大学セレクションも同時に受賞した。
2012年10月25日
一部仕様変更更。オプション設定の見直しを行い、「370GT Type P」・「370GT FOUR Type P」はこれまでオプション設定となっていたインテリジェントクルーズコントロール（全車速追従機能付）、LDP（車線逸脱防止支援システム）、LDW（車線逸脱防止システム）、FCW（前方車両接近警報）、前席緊急ブレーキ感応型プリクラッシュシートベルト（コンフォート機能付）、インテリジェントブレーキアシストを標準装備、ステアリングスイッチにはインテリジェントクルーズコントロールとLDPの制御機能を追加した。さらに、ボディカラーの「セラミックブルーメタリック」を廃止し、5色展開となった。
2014年7月22日
一部仕様変更。電動ガラスサンルーフとルーフレールを全車標準装備化。ボディカラーの「フランボワーズレッド2コートパール（オプションカラー）」を廃止し、4色展開となった。
2016年5月末
生産終了。以後、在庫のみの対応となる。
2016年6月30日
ホームページへの掲載を終了し販売終了。

## 車名の由来
「スカイライン」は同社の伝統的モデル名であるスカイラインシリーズから来ている。このモデルにスカイラインの名称を冠するに際しては、「スカイライン」というブランドに高年齢層向けというイメージが定着している一方、クロスオーバーは逆に若年齢層向けであるため、社内では反対意見もあった。しかし、それでもこの名称としたのは、若い世代にもスカイラインブランドの魅力を伝えるためだという。
サブネームとなる「クロスオーバー」（crossover）には「融合」という意味があり、クーペとSUVの融合を意味する。なお、「クロスオーバー」という呼称が自動車の名称に含まれるのは、このモデルが世界初である。

## 市場の評価
販売されていた当時はプレミアムSUVの先駆けとされるトヨタ・ハリアーが登場して10年以上が経っていたものの、クーペ型SUVは黎明期であった上、若者向けの車にしては価格も高く、また3.7Lの排気量による自動車税が高額化、リーマンショックや東日本大震災等の不況と重なったこと、スカイラインにSUVのイメージがなかったことによって販売は低迷した。しかし、販売終了後にはプレミアム志向のクーペ型SUVが各メーカーから登場し、トヨタ・クラウンクルーガーなどといった伝統車種の名前をとったものも誕生しているため、早すぎた登場とされる。